# Ken’ichirō Hirata
Ken’ichirō Hirata (japanisch 平田 拳一朗 Hirata Ken’ichirō; * 12. Juni 1991 in der Präfektur Yamaguchi) ist ein japanischer Fußballspieler.

## Karriere
Hirata erlernte das Fußballspielen in der Schulmannschaft der Takagawa Gakuen High School und der Universitätsmannschaft der Fukuoka-Universität. Seinen ersten Vertrag unterschrieb er am 1. Januar 2015 in Spanien beim AD Parla. Der Verein aus Parla, einer Stadt im Großraum Madrid, spielte in der vierten Liga, der Tercera División. Im April 2016 kehrte er nach Japan zurück. Hier schloss er sich dem FC Ryūkyū an. Der Verein, der in der Präfektur Okinawa beheimatet ist, spielte in der dritten japanischen Liga, der J3 League. Für den Verein absolvierte er 21 Ligaspiele. Ende März 2017 unterschrieb er einen Vertrag beim FC Maruyasu Okazaki. Für den Verein aus Okazaki stand er viermal in der vierten Liga auf dem Spielfeld. Der Regionalligist Kōchi United SC aus Kōchi nahm ihn im Januar 2018 unter Vertrag. 2018 und 2019 feierte er mit dem Verein die Meisterschaft der Shikoku Soccer League. 2019 stieg er mit Kōchi in die vierte Liga auf. 2022 unterschrieb er einen Vertrag beim ebenfalls in der vierten Liga spielenden ReinMeer Aomori FC. Für den Verein aus Aomori bestritt er ein Ligaspiel. Nach der Saison 2022 wurde sein Vertrag nicht verlängert.

## Erfolge
Kōchi United SC
- Shikoku Soccer League: 2018, 2019